# Simone Séailles
Pour les articles homonymes, voir Séailles (homonymie).
Simone Séailles, alias Violette, née le 22 novembre 1917 à Paris et morte le 28 mai 1945 à Terezin (Tchécoslovaquie), fut, pendant la Seconde Guerre mondiale, un agent du Special Operations Executive (SOE), morte en déportation (sur les actes et jugements déclaratifs de décès).

## Biographie
Simone Séailles fait ses études primaires à Antony, ses études secondaires au lycée Fénelon à Paris, puis intègre l'ESPCI Paris, dont elle sort diplômée de la 57ème promotion en 1941.
C'est sans informer leurs parents que les enfants Séailles, à l'exception de Violette, entrent dans la Résistance.
Début janvier 1942, voulant gagner l’Angleterre, son frère Pierre tente de passer la ligne de démarcation. Il est arrêté par les gendarmes à Montrésor, et conduit en détention à Périgueux. Là, il fait la connaissance d’officiers du SOE, en particulier de Michael Trotobas. Ils sont bientôt transférés à Mauzac (Dordogne). Onze agents du SOE (Special Operations Executive), dont Michael Trotobas, réussissent à s’en évader dans la nuit du 15 au 16 juillet 1942. 
Simone dans le même temps fait la connaissance du capitaine Michel Trotobas au 86 rue d'Assas à Paris, et devient son agent de liaison dans son réseau « Sylvestre ». Elle y est connue sous le nom de Violette. Agent de liaison entre le Nord et la capitale et chargée de trouver des fonds.
Fin 1942, Simone recrute une ancienne camarade de lycée et camarade de promotion à l'ESPCI, Nathalie Altovsky, qui secondera son frère Pierre dans plusieurs missions. Elle sera entre autres chargée d'entrer en contact avec un gardien du camp de Mauzac pour tenter de faire évader ses compagnons prisonniers. Puis elles s'occuperont toutes les deux de collecter des fonds pour la Résistance et pour Londres. Les deux femmes dorment ici et là tantôt dans de luxueux studios, tantôt dans un taudis, ou un hôtel de passe. Nathalie assistera impuissante à l'arrestation de Simone. En décembre 1942, le capitaine Michel installe son PC à Lille au café de Madame Mado Thiroux.
Le 21 janvier 1944, elle est arrêtée par la Gestapo dans un café de l'avenue Wagram à Paris, puis déportée le 4 juillet 1944 de la Gare de l'Est à Paris à destination de la prison de la Gestapo à Neue Bremm en Allemagne, puis toujours en 1944 au camp satellite de Ravensbrück à Neubrandenbourg sous le matricule 47182-KL. C'est là que, présente depuis seulement quelques semaines, elle fait circuler une pétition que plusieurs co-détenues signèrent pour demander que les déportées politiques ne soient pas contraintes au travail. Elle remit personnellement celle-ci au commandant du camp, ce qui lui valut huit jours sans pain, et la menace d'être pendue si elle ne cessait pas sa rébellion. Elle dut bien se résigner mais, grâce à son action, ses compagnes avaient retrouvé le sens de la dignité.
Le camp est libéré par la Croix-Rouge le 3 mai 1945 et par l'Armée soviétique le 8 mai 1945 ; elle décède lors de son internement à l'hôpital du camp de concentration de Theresienstadt, commune de Terezin.
Ses cendres seront rapatriées de Tchécoslovaquie le 29 mai 1948 à Antony et furent déposées dans le caveau de famille.

## Famille
Elle est la fille de Jean Charles Séailles (1883-1967) et de Spéranza Calo (Constantinople, 17 mai 1885 - Paris, 18 février 1949), cantatrice mezzo-soprano, fille d’un peintre réputé de Constantinople, mariés en février 1913, et installés à Antony avant le printemps 1918. Son grand-père paternel, Gabriel Séailles (1852-1923), était professeur de philosophie en Sorbonne, et sa grand-mère paternelle, Octavie Charles Paul Séailles (1855-1944), était artiste peintre.
Elle est la deuxième des quatre enfants :
- Jean Séailles (1915-2010). Il s'engagea dans la résistance, avec son épouse Krino : connu sous le pseudo « commandant Grégoire », il organisa le maquis de Saint-Mars-du-Désert (Mayenne), tout en étant adjoint du chef du réseau Aristide du SOE et chef départemental des FFI.
- Pierre Séailles (1919-2007), agent du SOE.
- Violette Séailles (1926-1966).

## Distinction
- Médaille de la Résistance française à titre posthume (décret du 3 août 1946)[7].

## Hommages
- La municipalité d'Antony a donné son nom à une rue de la ville.

## Iconographie
- 1947 : sculpture de profil pour orner son caveau par Jan & Joël Martel division D 585 Cimetière d'Antony.
- 1947 : Terre cuite figurant son portrait de profil de forme rectangulaire 25 x 15cm par Joël Martel, signé en creux et titré SIMONE SEAILLES à la partie inférieure; vente Christie's lot n°46, Londres.